# David Kossoff
Pour les articles homonymes, voir Kossoff.
David Kossoff (Hackney, Londres, 24 novembre 1919 - Hatfield, Hertfordshire, 23 mars 2005) est un acteur britannique. À la suite de la mort en 1976 de son fils Paul, un guitariste de rock britannique, il s'est engagé dans la lutte anti-drogue.

## Biographie
En 1971, il était déjà activement impliqué dans le Nationwide Festival of Light (en) qui protestait contre l'exploitation commerciale du sexe et de la violence et prônait le catéchisme catholique pour adultes comme clé du rétablissement de la stabilité morale en Grande-Bretagne.
Kossoff est né à Londres de parents juifs immigrés de Russie, et commença à travailler pour la télévision britannique après la Seconde Guerre mondiale.
Sa première apparition sur scène a été au Unity Theatre en 1942 à l'âge de 23 ans. Il participa à de nombreuses pièces et films. Il était membre de la Society of Artists and Designers. Il était également condisciple de la Royal Society of Arts. Il était le plus jeune des trois enfants d'un tailleur juif russe.
Il s'est marié en 1947, et a eu deux fils prénommés Paul et Simon.
Ses rôles les plus célèbres à la télévision ont été celui d'un mari dominé par sa femme, Alf Larkins, dans The Larkins, télédiffusé en 1958, et celui d'un fabricant de meubles juif dans A Little Big Business. Parmi les films auxquels il a participé, on peut noter : A Kid for Two Farthings (1955), The Bespoke Overcoat (1956) dans le rôle de Morrie, Freud (1962) dans le rôle du père de Freud avec Larry Parks, La Souris qui rugissait (1959) dans le rôle du Professeur Kokintz et Mouse on the Moon (1963) avec Bernard Cribbins.
Il était également réputé pour ses qualités de conteur, en particulier des textes de la Bible. Son livre le plus célèbre, ayant également existé comme série télévisée, est The Book of Witnesses (1971), dans lequel il transforme les évangiles en une série de monologues. Il raconta également de nombreuses histoires de la Bible hébraïque et des apocryphes bibliques dans Bible Stories (1968).
En 1953, il a joué le personnage de Lemuel "Lemmy" Barnet dans la série de science-fiction britannique Journey Into Space (en).
Après le décès en 1976 de son fils Paul, guitariste du groupe Free, Kossoff a établi la Fondation Paul Kossoff ayant pour but de présenter les effets néfastes de la toxicomanie aux enfants. Kossoff a passé le restant de sa vie à faire campagne contre la drogue. Son one-man show au sujet de la mort de son fils, et les effets sur la famille, pour lequel il a fait une tournée à la fin des années '70 et au début des années '80 était à la fois poignant et déchirant. Il est mort en 2005 d'un cancer du foie à l'âge de 85 ans. Il a été incinéré et enterré au Golders Green Crematorium.
Son frère Alexandre était animateur radiophonique sous le pseudonyme d'Alan Keith (en).

## Filmographie partielle

### Cinéma
- 1955 : L'Enfant et la Licorne (A Kid for Two Farthings) de Carol Reed
- 1956 : 1984 de Michael Anderson
- 1956 : Whisky, Vodka et Jupon de fer (The Iron Petticoat) de Ralph Thomas
- 1956 : C'est formidable d'être jeune (Now and Forever)
- 1958 : Indiscret de Stanley Donen
- 1959 : La Souris qui rugissait (The Mouse That Roared) de Jack Arnold
- 1959 : Cinq secondes à vivre (Count Five and Die) de Victor Vicas
- 1962 : Freud, passions secrètes (Freud, the Secret Passion) de John Huston
- 1963 : La Souris sur la Lune (The Mouse on the Moon) de Richard Lester

### Télévision
- 1962 : Le Saint : Le Terroriste prudent (saison 1 épisode 3) : Herman Uberlasch